# جاك هيكمان
جاك هيكمان (بالإنجليزية: Jak Hickman) هو لاعب كرة قدم بريطاني في مركز الدفاع، ولد في 11 سبتمبر 1998 في ساندويل في المملكة المتحدة. لعب مع كوفنتري سيتي.

## وصلات خارجية
- جاك هيكمان على موقع قاعدة بيانات كرة القدم.إي يو (الإنجليزية)
- جاك هيكمان على موقع Soccerbase.com (لاعب) (الإنجليزية)
- جاك هيكمان على موقع Soccerway.com (الإنجليزية)